# Mesocapnia sugluka
Mesocapnia sugluka är en bäcksländeart som först beskrevs av William Edwin Ricker 1965.  Mesocapnia sugluka ingår i släktet Mesocapnia och familjen småbäcksländor. Inga underarter finns listade i Catalogue of Life.